# Phyllodoce longipes
Phyllodoce longipes är en ringmaskart som beskrevs av Johan Gustaf Hjalmar Kinberg 1866. Phyllodoce longipes ingår i släktet Phyllodoce och familjen Phyllodocidae. Arten är reproducerande i Sverige. Inga underarter finns listade i Catalogue of Life.